# Willem van Irhoven

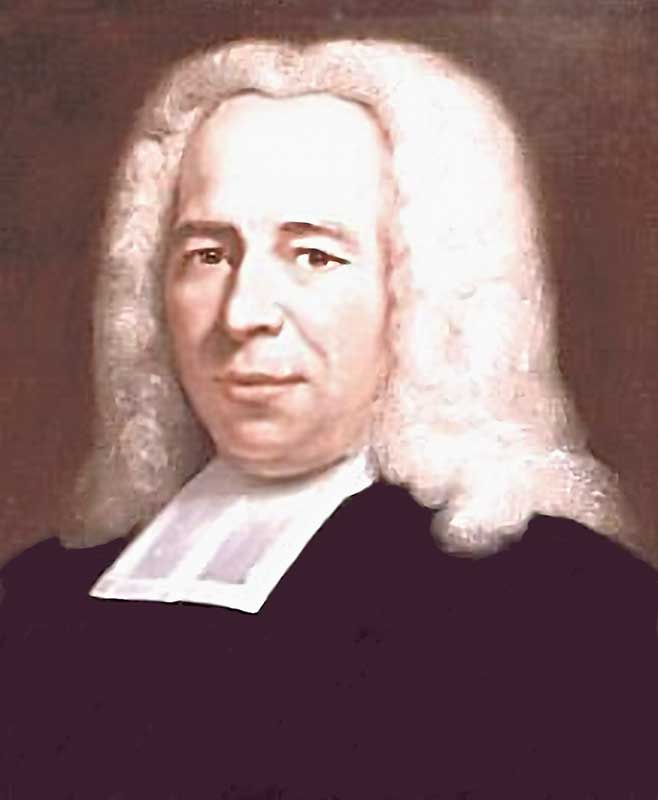
Willem van Irhoven

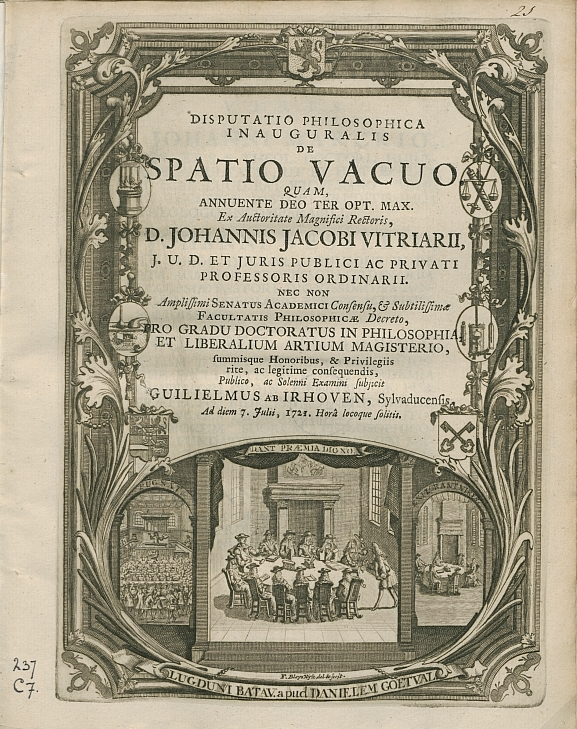
Disputatio Van Irhoven (Leiden 1721)

Willem van Irhoven (auch: Wilhelm van Irhove, * 2. November 1698 in Kessel; † 18. November 1760 in Utrecht) war ein niederländischer reformierter Theologe.

## Leben
Willem van Irhoven war Sohn von Pieter van Irhoven und Petronella Huerminck. Er besuchte 1715 das Gymnasium Illustre in ’s-Hertogenbosch, wo er von L. van Eybergen (1693–1738) in griechischer Sprache, von Johannes Leyendecker (1668–1722) in hebräischer Sprache und von Antonius Martini (1654–1730) in Philosophie unterrichtet wurde. Nach dieser elementaren Grundbildung begann er am 15. September 1717 an der Universität Leiden ein philosophisches Studium. In Leiden widmete er sich dem Studium in der klassischen Literatur bei Petrus Burman (1668–1741), bei Johannes Heyman (1667–1737) beschäftigte er sich mit den orientalischen Sprachen, unter Wolferdus Senguerd (1646–1724) wurde er mit der Philosophie vertraut und unter dem großen Herman Boerhaave (1668–1738) lernte er die Chemie besser kennen.
Nachdem er 1720 eine Abhandlung de intellectu facultate vere activa verteidigte, erwarb er sich mit der Verteidigung der Abhandlung De spatio vacuo (Leiden 1721) am 7. Juli 1721 den akademischen Grad eines Magisters der Philosophie. Danach wurde er als Senguerds Schüler ein eifriger Besucher der theologischen Vorlesungen von Taco Hajo van den Honert und absolvierte Rhetorikvorlesungen bei Johannes van Marck (1655–1731) und Johannes Wesselius (1671–1745). Nachdem er unter die Kandidaten des Predigeramtes aufgenommen worden war, erhielt er am 22. Dezember 1722 eine Pfarrstelle in Ede. 1724 lehnte er ein Angebot als Gymnasialprofessor für Philosophie in Lingen dankend ab, so dass ihn die Kuratoren der Universität Utrecht am 19. Juni 1737 zum Professor der Theologie beriefen. Hierzu erwarb er sich an der Universität Utrecht am 13. September 1737 den akademischen Grad eines Doktors der Theologie und er übernahm am 16. September 1737 mit der Rede de sapientiae christianae impedimentis das ihm angetragene Amt.
Nachdem er 1738/39 erstmals Rektor der Utrechter Hochschule gewesen war, hielt er 1739 die Abschiedsrede De necessario linguarum eruditarum, antiquitatum, historiae, philosopiae, artiumque liberalum cum theologia connubio (Utrecht 1739). Bald danach übernahm er am 22. Februar 1740 die Professur der Kirchengeschichte und bekleidete 1759/60 abermals das Rektorat der Utrechter Hochschule, welches Amt er mit der Rede De praestantia Revelationis, debitaque animorum erga eam dispositione (Utrecht 1761) niederlegte. Kurz darauf war er aus gesundheitlichen Gründen gezwungen seine Vorlesungen einzustellen. Aus der Schule des Gisbert Voetius hervorgegangen, war Irhoven als toleranter und friedlicher Theologe in Erscheinung getreten. Nach seinem Tod wurde seine umfangreiche Bibliothek öffentlich verkauft.

## Familie
Aus seiner am 26. Juni 1725 in Barneveld geschlossenen Ehe mit Catharina Altius († 1739), der Tochter des Pfarrers Hermann Altius, stammen acht Kinder, von denen vier im Kindesalter starben. Nach dem Tod von Irhoven lebten noch vier Töchter. Eine Tochter verheiratete sich mit dem Utrechter Rechtsanwalt Egbert Cotius, eine andere Tochter mit dem Stapenhorster Pfarrer Cornelis van Uam, eine weitere Tochter heiratete den Pfarrer in Midwoud Johannes Locmann und die letzte Tochter war beim Tode des Vaters unvermählt. Nach dem Tod seiner ersten Frau ging Irhoven am 9. August 1746 eine zweite Ehe mit Debora Scheering, der Witwe des Petrus Gemmenich ein. Die Ehe blieb kinderlos.

## Werke (Auswahl)
- Conjectanea philologico- critico- theologica in psalmorum titulos. Leiden 1728.
- Gronden van het verzekert Christendom. 's Hage 1729, 1744.
- De Palingenesia veterum, seu Metempsychosi sic dicta Pythagorica. Amsterdam 1733.
- Canones Synodi Nationalis Dordracenae, of Oordeel des Synode Nationaal der Gereformeerde kerken van de vereenigde Nederlanden, gehouden binnen Dordrecht Anno 1618 en 1619 over de bekende vijf hoofdstukken der Leere. Utrecht 1752, 1787.